# إيدن تي. بريكي
إيدن تي. بريكي هو سياسي أمريكي، ولد في 22 ديسمبر 1893 في شيكاغو في الولايات المتحدة، وتوفي في 29 يوليو 1978 في لونغ غروف في الولايات المتحدة. انتخب Chicago Alderman ‏ وانتخب Chicago Park Commissioner ‏.